# Maschinenstenografie

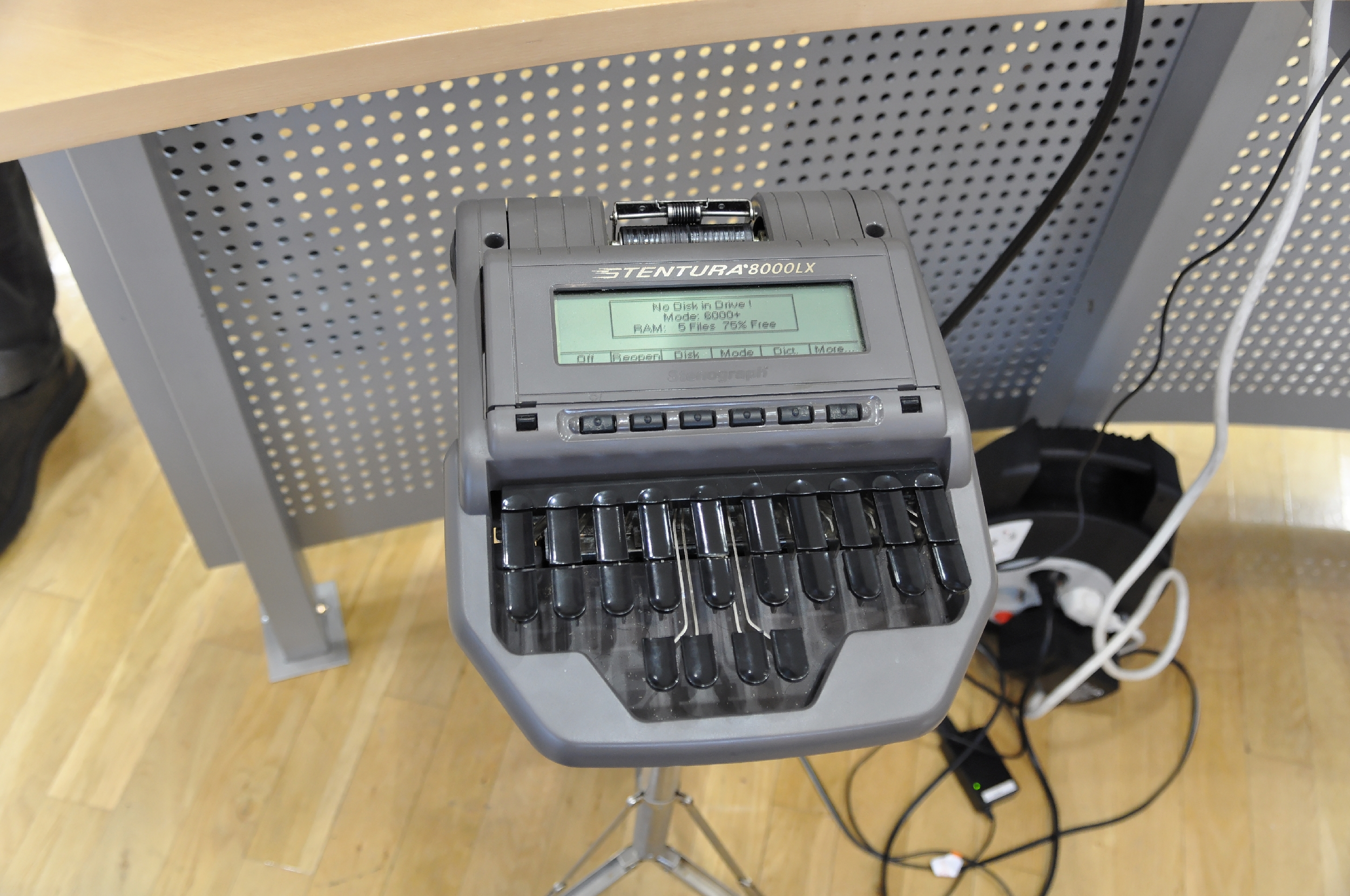
Stentura Stenograph 2012 im Landtag Sachsen-Anhalts

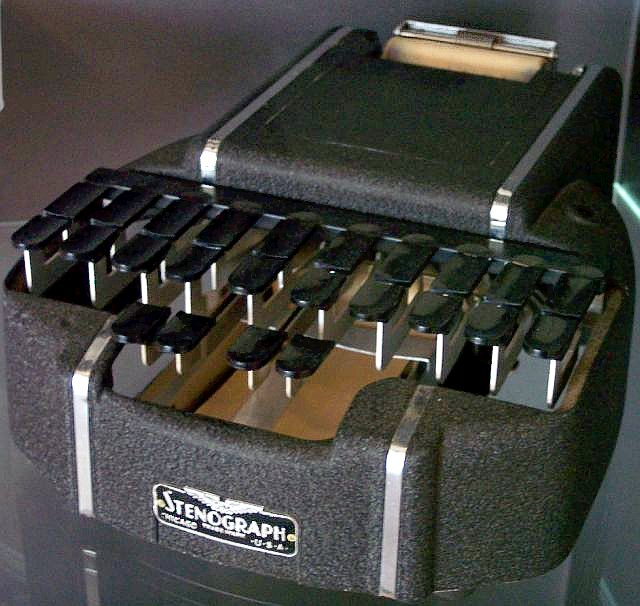
Stenografiermaschine im Nixdorfmuseum

Die Maschinenstenografie ist eine Kurzschrift, bei der als Schreibgerät eine Stenografiermaschine (Stenographen) benutzt wird. Da – wie beim Spielen eines Akkords auf einem Klavier – mehrere Tasten gleichzeitig gedrückt werden, wird sie auch „Akkordschreibmaschine“ genannt (vgl. Akkordtastatur).

## Benutzung
Die Stenografiermaschine ist so aufgebaut, dass bei Bedarf mit jeweils einem Finger zwei Tasten angeschlagen werden können. Durch gleichzeitiges Niederdrücken mehrerer Tasten kann mindestens eine Silbe wiedergegeben werden. Die Buchstaben, die auf dem Tastenfeld nicht vorhanden sind, werden durch Buchstabenkombinationen dargestellt.
Die meisten Stenografiermaschinen erzeugen ein für den Laien unverständliches Stenogramm, einen Tippstreifen, der die gleichzeitig getippte Zeichenkombination jeweils in einer Zeile ausweist. Es gibt jedoch schon seit 1886 auch Stenografiermaschinen, die statt einer Kurzschrift direkt den Lautwert der eingegebenen Silben ausdrucken. Das Ergebnis entspricht zwar nicht der korrekten Rechtschreibung, lässt sich jedoch auch von Laien mit etwas Gewöhnung lesen.
Seit dem Aufkommen des Personalcomputers geht der getippte Inhalt direkt zur Übertragung in den Computer. Das italienische Parlament, das seit 1880 Stenografiermaschinen nutzt, ließ 2003 eine Weiterentwicklung patentieren, die den MIDI-Standard für die Übertragung der Daten von Tastatur zu PC nutzt. Mit einer speziellen Software zur Worterkennung werden die Daten direkt in Klartext übersetzt (CAT = Computer-aided transcription, computergestützte Transkription). In Deutschland spricht man von dem WORAC-System (Word Accord-System).

## Anwendungsbereiche
- Stenografiemaschinen kommen beispielsweise in Parlamenten zum Einsatz, wo Reden direkt transkribiert werden. Die Maschinenstenografie bietet eine weitere besondere Einsatzmöglichkeit, nämlich die Untertitelung von Wortsendungen im Fernsehen in Echtzeit, das so genannte „live captioning“, damit Hörbehinderte Liveübertragungen verfolgen können.
- Die computergestützte Maschinenstenografie findet auch Anwendung als Live-Mitschrift für hörgeschädigte Menschen. Hierbei schreibt der Computerstenograf als Schriftdolmetscher das gesprochene Wort simultan mit. So kann der Hörgeschädigte sofort mitlesen und der Veranstaltung / dem Gespräch ohne Informationsverlust folgen.

## Technische Entwicklung

Links: Druckstreifen eines Maschinenstenographen um 1890. Mitte und rechts: Klarschrift und Lochstreifen, erzeugt von einem Stenotelegraphen.

Die erste Stenografiermaschine wurde wohl schon 1827 erfunden.

1863 konstruierte der italienische Professor Antonio Michela-Zucco eine Stenografiermaschine, die auf Papierstreifen druckte und ab Dezember 1880 im italienischen Parlament zum Einsatz kam. Die Maschine benutzte 20 Tasten und Typen, von denen mehrere gleichzeitig niedergedrückt werden mussten, um eine Silbe zu erzeugen. Beim Loslassen der Tasten wurde das Papier um die Breite eines Zeichens verschoben. Die Reden erschienen in eigentümlicher und vereinfachter Schreibweise, waren aber nach einiger Übung einfach zu lesen.
In den Jahrzehnten nach 1880 wurden zahlreiche Stenographiermaschinen zum Patent angemeldet, die ebenfalls auf Papierstreifen druckten, so das amerikanische System Stenotyper von J. F. Hardy und die zur Aufnahme von Kongressen benutzte Stenodactyle des Franzosen Lafaurie.
Der in Frankreich um 1890 erfundene Stenotelegraph sollte die maschinelle Stenografie mit der Telegraphie verbinden. Er war der erste elektromechanische Stenograph.

## Open-Source-Lösungen mit Standardhardware
Während der Preis für „professionelle“ Stenographiemaschinen zusammen mit der entsprechenden Software im mittleren vierstelligen Bereich liegt, gibt es Versuche, die Leistungsmöglichkeiten der Maschinenstenographie (300 Wörter pro Minute) mit Standardhardware und freien Programmen einer breiteren Benutzergruppe zugänglich zu machen.